# Pohiva Tuʻiʻonetoa

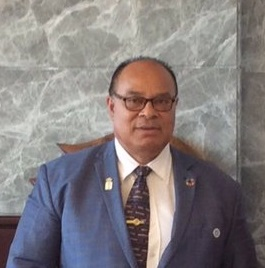
Pohiva Tuʻiʻonetoa (2020)

Pohiva Tuʻiʻonetoa (* 30. Juni 1961 in Talafoʻou; † 18. oder 19. März 2023) war ein tongaischer Politiker (DPFI, TPP). Er war von 2019 bis 2021 Premierminister seines Landes. Tuʻiʻonetoa trat die Nachfolge von Semisi Sika an, der seit dem Tod von ʻAkilisi Pohiva 2019 Premierminister war.

## Werdegang
Tu'i’onetoa wurde in Talafo’ou geboren. Er absolvierte 1982 das Institute of Chartered Accountants in Neuseeland und 1993 die Monash University. Er hatte ein Diplom in Finanzmanagement und einen Master of Business. Er war außerdem zertifizierter Wirtschaftsprüfer.
Pohiva Tuʻiʻonetoa trat 1979 in den öffentlichen Dienst ein. Er war der offizielle Liquidator der Handelsabteilung des Justizministeriums in Hamilton, Neuseeland. Zwischen 1983 und 2014 war er Tongas Auditor. Von 1987 bis 1988 war er Privatsekretär von König Taufaʻahau Tupou IV. und außerdem Angestellter des Geheimrates. Bei den tonganischen Parlamentswahlen 2010 kandidierte er erfolglos für das Parlament. Bei den Parlamentswahlen 2014 wurde er ins Parlament von Tonga gewählt, um den Wahlkreis Tongatapu 10 zu vertreten. In der Regierung von ʻAkilisi Pōhiva war er Minister für Arbeit, Handel und Industrie sowie Minister für Polizei, Justizanstalten und Brandbekämpfung. Im März 2017 wurde er zum Minister für Einnahmen und Zoll ernannt und ersetzte Tevita Lavemaau in dieser Funktion. Er hatte diese Position bis Januar 2018 inne, als er zum Minister für Finanzen und nationale Planung ernannt wurde.
Am 27. September 2019 wurde Tu'i'onetoa mit fünfzehn gegen acht Stimmen zum Premierminister gewählt. Er wurde offiziell von König Tupou VI. am 9. Oktober 2019 inauguriert. Er gab seine Kabinettsbestellungen am 10. Oktober bekannt. Am 12. Januar 2021 überstand Tu'i'onetoa eine Vertrauensabstimmung im Parlament mit dreizehn gegen neun Stimmen, gab sein Amt aber Ende 2021 auf. Mitte 2022 verlor er, gemeinsam mit drei anderen Abgeordneten, wegen Bestechung von Wählern auf gerichtliche Anordnung sein Parlamentsmandat.